# 孔塞克拉
孔塞克拉（法語：Konséguéla），是馬里的城鎮，位於該國南部，由錫卡索區的庫蒂亞拉省負責管轄，處於庫佳拉以西45公里，面積656平方公里，海拔高度324米，2009年人口31,007，人口密度每平方公里47人。